# Fibrodisplasia ossificante progressiva
La fibrodisplasia ossificante progressiva (FOP), anche chiamata miosite ossificante congenita o malattia di Münchmeyer, è una malattia genetica rarissima caratterizzata dalla presenza di focolai di ossificazione ectopici a livello del tessuto connettivo, in particolare tendini e legamenti, e del tessuto muscolare.

## Epidemiologia
La prevalenza della fibrodisplasia ossificante progressiva è circa di un affetto ogni due milioni di persone. Non presenta deviazioni di frequenza per etnia, sesso o popolazione geografica. Nel mondo sono riportati circa 700 casi confermati, a fronte di una stima di circa 2500 persone affette. La malattia viene diagnosticata nel primo decennio di vita, il 65% dei casi entro i quattro anni, e raramente dopo i vent'anni.

## Eziologia
La malattia può avere trasmissione autosomica dominante, ma nel 90% dei casi è sporadica.

## Clinica
L'esordio della malattia è caratterizzato dalla comparsa di tumefazioni che, col passare del tempo, assumono la consistenza del tessuto osseo, accompagnate da febbre e, talvolta, dolore. La localizzazione preferenziale è il collo, ma sono colpite anche spalle, dorso, bacino e radici degli arti. La presenza di focolai di ossificazione nei muscoli ne limita progressivamente la funzione, soprattutto a livello dei muscoli respiratori della gabbia toracica; non vengono invece colpiti diaframma, lingua e sfinteri.

## Trattamento
La terapia è sintomatica, con FANS e corticosteroidi utilizzati per trattare il dolore. L'utilizzo di bifosfonati per inibire la crescita ossea è controverso. La rimozione delle aree di ossificazione, tramite intervento chirurgico, ha un altissimo tasso di recidiva

### Prognosi
La malattia è incurabile e progressiva, con gravi esiti invalidanti già intorno ai 15 anni, tali da rendere necessario l'uso di sedia a rotelle entro i 30 anni nella maggior parte dei pazienti. Conseguentemente all'immobilizzazione forzata, il paziente muore per complicanze respiratorie, polmonite e asfissia, mediamente intorno ai 40 anni di vita.